# Nya Kaledonien
Nya Kaledonien (franska Nouvelle-Calédonie) är en ögrupp i Melanesien och utgör ett franskt område med särskild status (i praktiken ett utomeuropeiskt territorium). 
FN anser området vara ett icke-självstyrande område. 2025 beslutades att Nya Kaledonien ska förklaras som en stat, men förbli franskt.
Nya Kaledonien består av huvudön Grande Terre och ett antal mindre öar. Den totala landytan är 18 576 kvadratkilometer och antalet invånare var 240 400 den 1 januari 2007. Huvudstad och enda större stad är Nouméa.
Ögruppen står för ungefär 25 procent av världens nickelfyndigheter. Utvinningen sker mestadels i dagbrott.

## Geografi
Nya Kaledonien ligger i sydvästra Stilla havet, omkring 1 200 kilometer öster om Australien och 1 500 kilometer nordväst om Nya Zeeland. Nordöst om ögruppen ligger Vanuatu.
Området omfattar
- Grande Terre – huvudön
- Belepöarna, norr om Grande Terre
- Loyautéöarna, öster om Grande Terre
- Île des Pins, söder om Grande Terre
- Chesterfieldöarna med Bellonareven och Fairwayreven längre västerut.
- samt Île Walpole, Île Matthew och Île Hunter längre österut som även Vanuatu gör anspråk på.

Grande Terre är betydligt större än de övriga öarna och är även den enda bergiga ön. Den är 16 372 kvadratkilometer och avlång med nordvästlig-sydostlig sträckning, 350 kilometer lång och 50 till 70 kilometer bred. En bergskedja löper över hela längden, med fem bergstoppar på över 1 500 meter. Den högsta punkten är Mont Panié på 1 628 meter. Nya Kaledoniens totala yta är 19 060 kvadratkilometer, av vilka 18 575 kvadratkilometer är land.

### Klimat
Nya Kaledonien ligger över Stenbockens vändkrets, mellan 19° och 23° sydlig bredd. Öarnas klimat är tropiskt och regnet är starkt årstidsbundet, drivet av passadvindar som vanligen kommer från öster. I genomsnitt faller omkring 1 500 millimeter regn årligen på Loyautéöarna, 2 000 millimeter vid låg höjd på Grande Terre och 2 000–4 000 millimeter vid höga höjder på Grande Terre. Den västra sidan av Grande Terre ligger i de centrala bergens regnskugga, och nederbörden där är i genomsnitt 1 200 millimeter per år.

### Ekologi
I motsats till många öar i Stilla havet som är av vulkaniskt ursprung är Nya Kaledonien ett gammalt fragment av superkontinenten Gondwana. Nya Kaledonien och Nya Zeeland skildes från Australien för omkring 85 miljoner år sedan, och från varandra för omkring 55 miljoner år sedan. Nya Kaledonien har fortfarande många unika och endemiska växt- och djurarter med ursprung i Gondwana. Den mest kända är en fågel av hönstorlek, kagun, som inte kan flyga, har stor tofs och ett lustigt läte. Dess sång och bild fungerar som Nya Kaledoniens emblem.
Innan européerna anlände fanns, utöver urbefolkningen, inga andra landlevande däggdjur än fladdermöss, däribland fyra flyghundar.
Öarna utgör två ekologiska regioner: regnskogsområdet på Loyautéöarna, Île des Pins och östra sidan av Grande Terre respektive de torra skogarna i regnskuggan på västra sidan av Grande Terre. Eftersom européerna bosatte sig på den torra västkusten och lämnade östern åt urbefolkningen motsvaras den naturliga uppdelningen av den politiska.
Nya Kaledoniens sötvattensekologi utvecklades också under långvarig isolering och ögruppens vattendrag har många endemiska arter.
Nya Kaledoniens barriärrev, som omger Grande Terre och Île des Pins, är det näst största korallrevet i världen efter Stora barriärrevet i Australien. Det är 1 500 kilometer långt och har en stor mångfald arter.

## Historia
Den västra delen av Stilla havet befolkades första gången för omkring 50 000 år sedan. Austroneserna flyttade in i området senare. Den mångfaldiga grupp människor som koloniserade den melanesiska övärlden kallas Lapita. De anlände till de öar som nu utgör Nya Kaledonien omkring 1500 f.Kr. Lapita var skickliga sjöfarare och jordbrukare med inflytande över en stor del av Stilla havet.
Från omkring 1000-talet e.Kr. anlände också polynesier och beblandade sig med ögruppens invånare.

### 1500- till 1700-talet

Nya Kaledonien i regionen.

Spanska sjöfarare nådde ögruppen på 1500- och 1600-talen.[källa behövs] Den brittiske upptäcktsresanden James Cook upptäckte Grande Terre 1774 och kallade ön Nya Kaledonien (New Caledonia), efter det latinska namnet för Skottland, Caledonia. Brittiska och nordamerikanska valfångare och sandelträhandlare intresserade sig för Nya Kaledonien och spänningen utlöstes av deras beteende mot invånarna. Européerna använde bland annat alkohol och tobak som bytesvaror och medförde sjukdomar som smittkoppor, mässling och syfilis.

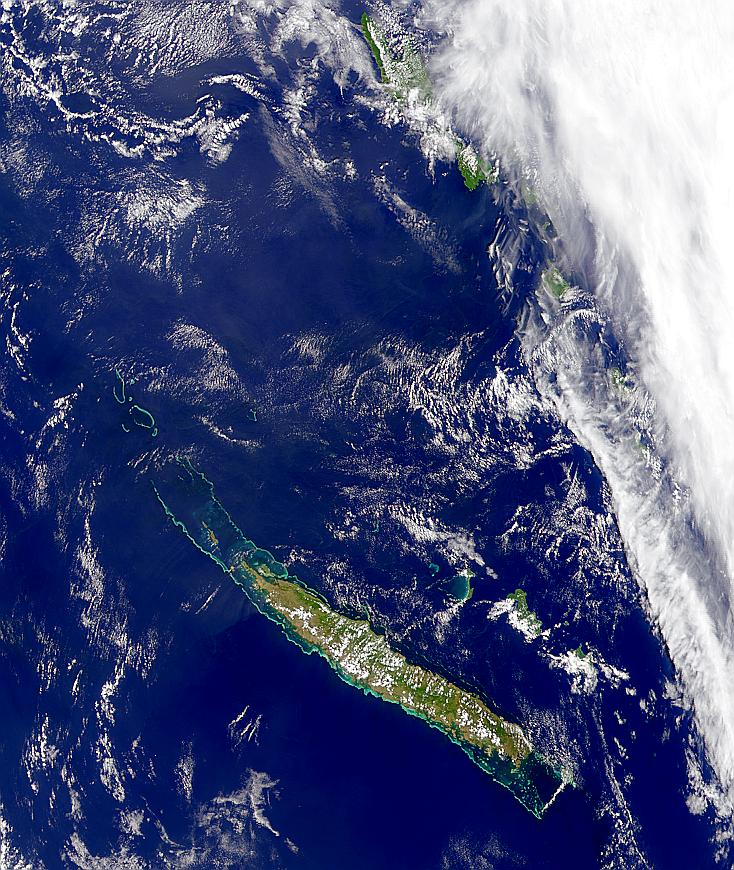
Nya Kaledonien från rymden.

Efter att handeln med sandelträ hade minskat kom en ny sorts handel, med människor från Nya Kaledonien och öarna runt omkring, som användes som arbetskraft på sockerplantager på Fiji och i Queensland. Denna handel tog slut i början av 1900-talet.

### 1800-talet
Katolska och protestantiska missionärer anlände under 1800-talet, och fick en djupgående effekt på den inhemska kulturen.
Nya Kaledonien blev franskt 1853, då Napoleon III försökte konkurrera med de brittiska kolonierna i Australien och Nya Zeeland. Mellan 1854 och 1922 skickade Frankrike totalt 22 000 dömda brottslingar till straffkolonier på Grande Terres sydvästkust. Mot slutet av straffkoloniperioden hade fria europeiska kolonister och asiatiska kontraktsarbetare blivit långt fler än den tvångsarbetande befolkningen. Den inhemska befolkningen minskade drastiskt under samma period på grund av sjukdomar. De utsattes för ett system som kallades  Code de l'Indigénat, som begränsade deras rörelsefrihet och tillgång till jord kraftigt.
I slutet av 1800-talet ägdes över 90 % av markarealen av franska kolonisatörer.[källa behövs]

### 1900-talet
Nya Kaledonien har funnits på FN:s lista över icke-självstyrande territorier sedan 1986. Från 1985 har Front de Libération Nationale Kanak Socialiste (FLNKS) propagerat för en självständig stat, 'Kanaky'. Under slutet av 1980-talet skedde politiska oroligheter. Avtal om ökat självstyre för Nya Kaledonien slöts 1988 och 1998. Det senare gav mandat till en folkomröstning om självständighet 2014 eller senare.

### 2000-talet
Ögruppens invånare fick den 4 november 2018 folkomrösta om huruvida området skulle fortsätta att tillhöra Frankrike eller bli en självständig stat. Resultatet blev 56,7 procent för att behålla det nuvarande systemet, med ett valdeltagande på 81 procent. Ytterligare en folkomröstning om samma sak hölls den 4 oktober 2020 då 53,3 procent av väljarna röstade mot självständighet. En tredje folkomröstning om självständighet hölls 2021. Resultatet blev tydligt, att ögruppen förblir fransk. Dock bojkottade självständighetssidan omröstningen.

## Styre och politik

### Styre

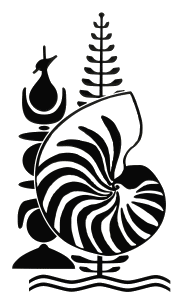
Officiellt emblem.

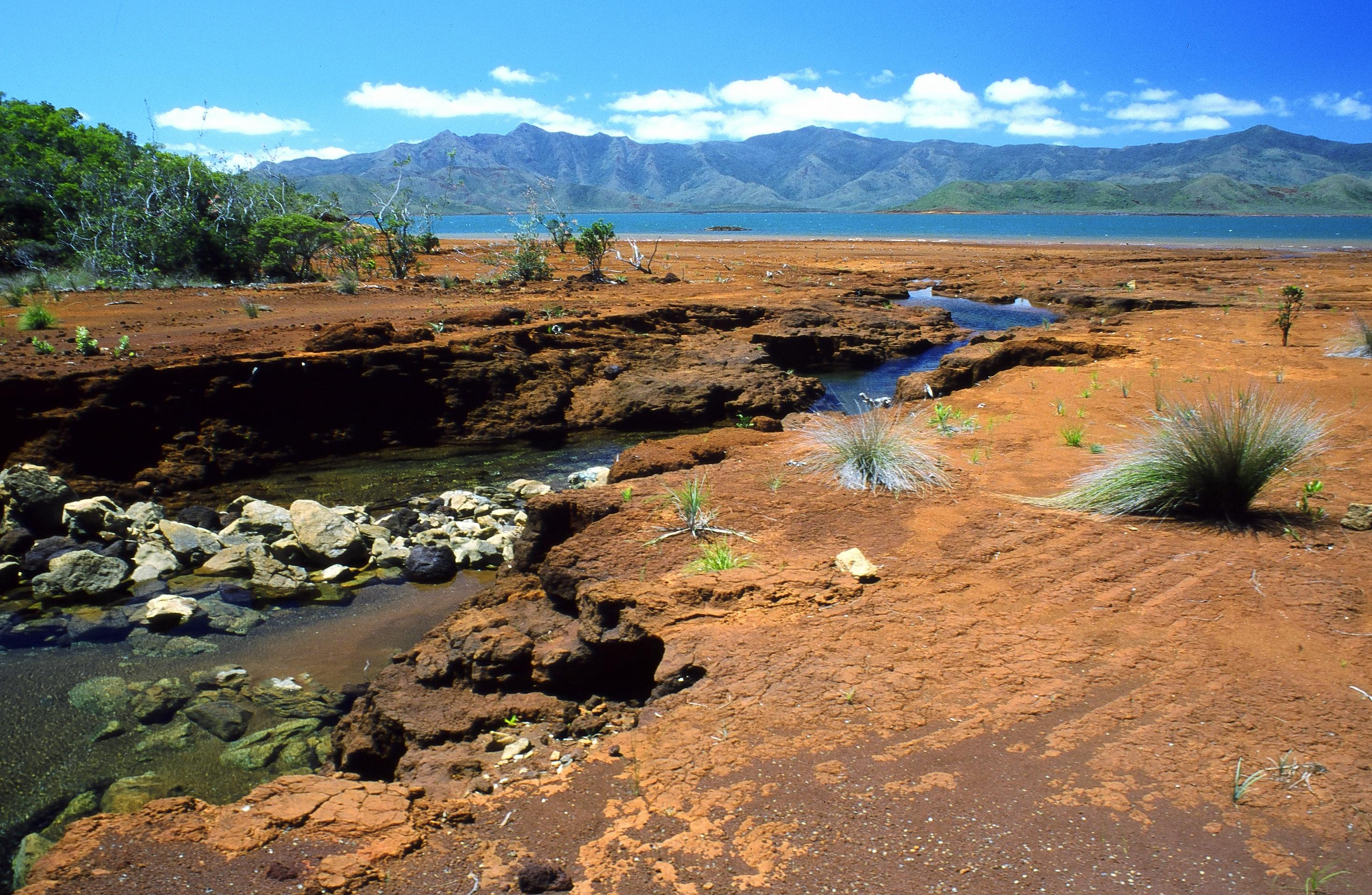
En bäck i södra Nya Kaledonien

Liksom de andra Stilla havsområdena Franska Polynesien och Wallis och Futuna är Nya Kaledonien en del av Republiken Frankrike. Dess officiella ställning är unik, eller med en latinsk term sui generis, eftersom Nya Kaledonien är det enda franska område som inte är ett collectivité territoriale. Nya Kaledonien var en fransk koloni till 1946 och därefter ett utomeuropeiskt territorium (territoire d'outre-mer, TOM) från 1946 till 1999.

Självständighetsrörelsernas flagga

Nya Kaledonien har en unik ställning som ett mellanting mellan en självständig stat och ett normalt franskt utomeuropeiskt departement. Å ena sidan har en kongress (Congrès du territoire) och en regering upprättats för territoriet, och överföring av makt organiseras av Nouméafördraget från 1998. Viktiga områden som beskattning, arbetsmarknadslagstiftning, sjukvård och hygien och utrikeshandel ligger redan hos territoriets kongress. Fler befogenheter väntas överföras till territoriekongressen i den nära framtiden. Slutligen skulle den franska staten bara ansvara för utrikespolitik, rättsväsendet, försvar, ordning och finanser.
Ett nykaledonskt "medborgarskap" har också införts: endast nykaledonska "medborgare" har rösträtt i lokala val. Denna åtgärd har blivit kritiserad, eftersom den skapar en andraklasställning för franska medborgare som bor i Nya Kaledonien men inte har "medborgarskap" därför att de bosatte sig i territoriet nyligen. Nya Kaledonien tillåts också vara verksamt i internationellt samarbete med självständiga stater i Stilla havsområdet. Territoriekongressen har också rätt att anta stadgar som åsidosätter fransk lag på vissa områden.
Å andra sidan kvarstår Nya Kaledonien som en integrerad del av Republiken Frankrike. Invånarna är franska medborgare med franska pass. De deltar i franska parlaments- och presidentval. Nya Kaledonien är representerat av två ledamöter i Frankrikes nationalförsamling och en ledamot i senaten.
Den franska statens representant i Nya Kaledonien är "republikens högkommissionär" (Haut-Commissaire de la République), som är chef för förvaltningen.
Det beslöts i Nouméafördraget att territoriekongressen kommer att ha rätt att utlysa en folkomröstning om självständighet efter 2014, vid en tidpunkt som det själv bestämmer.

### Politik
I Nya Kaledonien är den traditionella politiska uppdelningen mellan dem som förespråkar självständighet och dem som förespråkar fortsatt anknytning till Frankrike. Den traditionellt största rörelsen bland självständighetsförespråkarna är Front de libération nationale kanak et socialiste (FLNKS), som bildades 1984 som en samling av olika självständighetsgrupper. Bland självständighetsmotståndarna är det traditionellt största partiet Rassemblement Pour la Calédonie dans la République (RPCR), som bildades 1977 av Jacques Lafleur. RPCR brukar styra i provinsen Sud, innehar borgmästarposten i Nouméa och är största parti i Nya Kaledoniens kongress. RPCR har anslutit sig till Union pour un Mouvement Populaire och heter sedan 2002 Le Rassemblement-UMP.
Nuvarande regeringschef, vald av territoriekongressen, är Marie-Noëlle Thémereau från det lojalistiska (det vill säga självständighetsfientliga) partiet Avenir Ensemble ("Framtid tillsammans"). Detta parti besegrade det långvariga regeringspartiet RPCR i maj 2004. "Avenir Ensemble" är ett parti som består av mestadels nykaledonier av europeiskt och polynesiskt ursprung, som motsätter sig självständighet men som var missnöjda med det dominerande och korruptionsanklagade RPCR.

### Administrativ indelning
Ögruppen är indelad i tre provinser: Province des Îles (Loyautéöarna), Province Nord (norra delen av huvudön) och Province Sud (södra delen av huvudön). Den är vidare indelad i 33 kommuner.

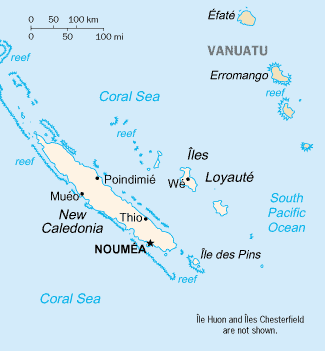
Nya Kaledonien
(alla öar visas inte)

Dessutom finns en parallell administration för kanakiska stamangelägenheter. Dessa kallas aires coutumières ("traditionella sfärer") och är åtta stycken. Deras jurisdiktion omfattar inte icke-kanaker som lever i dessa zoner. De motsvarar mer eller mindre de inhemska språkområdena och/eller områden för stamallianser före den franska kolonisationen.

## Ekonomi
Nya Kaledoniens främsta tillgång är nickel. Förutom nickel är ekonomiskt stöd från Frankrike (motsvarande över 25% av BNP) och turism viktiga för ekonomin.

### Valuta
Den lokala valutan är (Franc pacifique (Stillahavsfranc, CFP i vardagstal eller XPF i bankvärlden), som har fast kurs mot euron till kursen XPF 1 000 = EUR 8,38. Tidigare hade den motsvarande fasta kurs mot den franska francen. Stillahavsfranc ges ut av Institut d'émission d'outre-mer (IEOM), en lokalavdelning av Banque de France med säte i Nouméa. Valutan används även i de andra franska områdena i Stilla havet (Franska Polynesien och Wallis och Futuna).
De tre collectivités d'outre-mer har dragit slutsatsen att det vore önskvärt att införa euro som valuta för att underlätta handel och stödja regionens ekonomiska utveckling. Självständighetsivrare fruktar att detta blir ett sätt att indirekt knyta regionens framtid till Frankrikes Europapolitik, och frågar sig vilka konsekvenserna skulle bli (framför allt för turistnäringens utveckling och nickelexporten) om stillahavsfrancen devalverades.
Nya Kaledonien är den huvudsakliga ekonomiska aktören i zonen, och dess ekonomiska utveckling är starkt knuten till priset på nickel. Detta gör att CFP-francen befinner sig i en potentiellt sårbar situation. Denna situation skulle märkas ännu mer om Nya Kaledonien blev självständigt på grund av att man då skulle förlora avsevärda subventioner från Frankrike, något som i gengäld skulle möjliggöra en lokal ekonomipolitik, fri från de krav euro-kopplingen ger upphov till.

### Sysselsättning
Enligt en uppskattning från 1999 sysselsätter
- jordbruk 20 %
- industri 20 % och
- tjänstesektorn 60 % av arbetskraften.[9]

Arbetslösheten beräknas till 17,1 % år 2004.

### Industri
Nya Kaledonien har 30% av världens reserver och 6% av världsproduktionen av nickel. Nickel utgör 90 % av Nya Kaledoniens export. Det finns även mindre kvantiteter krom, kobolt, järn, koppar och guld.

### Jordbruk och fiske
Bara en liten del av ytan är lämpad för odling, och ungefär 20 % av importen är livsmedel. Jordbruk och fiske är svagt utvecklade. De utgör 6 % av territoriets interna produktion men sysselsätter 30 % av arbetskraften, och medverkar till att minska utvandringen från landsbygden till provinsen Sud.
De viktigaste exportvarorna är kräftor och hjort.

### Tjänster
Turismen har utvecklats på senare tid. De många stränderna, det behagliga klimatet och korallrevet lockar turister. Turisterna kommer framför allt från Japan, Australien och Nya Zeeland.

## Demografi
Fastän de fortfarande är den största befolkningsgruppen utgör ursprungsbefolkningen, de melanesiska kanakerna, nu 44,6 % av befolkningen (vid folkräkningen 1996). Deras andel av befolkningen har minskat på grund av invandring och andra faktorer. Den övriga befolkningen består av etniska grupper som har kommit till Nya Kaledonien under de senaste 150 åren: européer (34,5 %) (majoriteten fransmän, med tyska, brittiska och italienska minoriteter), polynesier (från Wallis och Futuna och Tahiti) (11,8 %), indoneser (2,6 %), vietnameser (1,4 %), Vanuatu (1,2 %), och diverse andra grupper (3,9 %), såsom malabarier och tamiler, indier (hinduer och muslimer), lankeser, bengaler, berber, japaner, kineser, fijianer, araber, västindier (mestadels från andra franska territorier) och ett litet antal etniska afrikaner. En del av denna invandring var en direkt följd av konflikter i olika delar av världen, men framför allt har den berott på Frankrikes avkolonisering.
Kanakerna benämns officiellt melanesier. De invånare som har sitt ursprung i Franska Polynesien kallas antingen tahitier (vilket utesluter personer från andra ögrupper i Franska Polynesien) eller bara som polynesier. Vita som har bott i Nya Kaledonien i flera generationer kallas i området för kaldocher (caldoches), medan nykomlingar som har invandrat från europeiska Frankrike brukar kallas Métros eller Métropolitains. I den officiella statistikkategorin "européer" görs ingen åtskillnad mellan dem som är födda i Nya Kaledonien och dem som är födda i Frankrike, men det uppskattas att ungefär två tredjedelar identifierar sig med kaldocherna och resten ser sig i första hand som franska invandrare. Det finns en betydande andel människor som kommer från Frankrike för att arbeta under några år och andra som har kommit för att dra sig tillbaka. Tills nyligen hade de melanesiska befolkningen en ekonomiskt missgynnad ställning i samhället, medan rika fransmän i exil bildade toppen av den socioekonomiska hierarkin. De asiatiska och polynesiska invånarna dominerar vissa segment av den lokala ekonomin.
Enligt folkräkningen från 2004 hade Nya Kaledonien 230 789 invånare i september 2004. Detta innebär en årlig folkökning på 1,9% sedan 1996, vilket är mindre än vad som hade förutsetts. Invandringen var inte så stor som förväntat, men ändå hade omkring 1 000 personer om året invandrat till Nya Kaledonien mellan 1996 och 2004.

### Språk
Till följd av de många etniska grupperna talas också ett antal minoritetsspråk på de olika öarna. Ett av dem är numee (språk-kod KDK), som inte ska förväxlas med nume (språk-kod TGS), som är ett annat språk, som talas inom Vanuatu.